# Lapoș
Lapoș è un comune della Romania di 1 404 abitanti, ubicato nel distretto di Prahova, nella regione storica della Muntenia. 
Il comune è formato dall'unione di 4 villaggi: Glod, Lapoș, Lăpoșel, Pietricica.